# Победнице светских првенстава у атлетици на отвореном — 400 метара
Дисциплина трчања на 400 метара у женској конкуренцији налази се у програму светских првенстава у атлетици од 1. Светског првенства 1983. у Хелсинкију.
Највише успеха у појединачној конкуренцији имале су Францускиња Мари-Жозе Перек, Аустралијанка Кети Фримен и Британка Кристин Оуругу, свака са по две освојене златне медаље. Рекордерка Светских првенстава са временом од 47 секунди и 99 стотинки, оствареним 1983. у Хелсинкију је Јармила Кратохвилова из Чехословачке. У екипној конкуренцији Американке воде са 10 освојених медаља, од којих је четири златних. Јамајчанке су, упркос 11 освојених медаља, рангиране тек као 13. зато што нису освојиле ни једну златну медаљу.
Освајачице медаља на светским првенствима и њихови резултати приказани су у следећој табели. Резултати су дати у формату секунде,стотинке.
| Светско првенство       |                                          |              |                                          |       |                                 |       |
| Хелсинки 1983. детаљи   | Јармила Кратохвилова Чехословачка        | 47.99 СР РСП | Татјана Кочембова Чехословачка           | 48.59 | Марија Пинигина СССР            | 49.19 |
| Рим 1987. детаљи        | Олга Бризгина СССР                       | 49.38        | Петра Милер Источна Немачка              | 49.94 | Кирстен Емелман Источна Немачка | 50.20 |
| Токио 1991. детаљи      | Мари-Жозе Перек Француска                | 49.13        | Грит Бројер Немачка                      | 49.42 | Сандра Мајерс Шпанија           | 49.78 |
| Штутгарт 1993. детаљи   | Џирл Мајлс САД                           | 49.82        | Наташа Кајзер-Браун САД                  | 50.17 | Сандра Ричардс Јамајка          | 50.44 |
| Гетеборг 1995. детаљи   | Мари-Жозе Перек Француска                | 49.28        | Полин Дејвис Бахаме                      | 49.96 | Џирл Мајлс САД                  | 50.00 |
| Атина 1997. детаљи      | Кети Фримен Аустралија                   | 49.77        | Сандра Ричардс Јамајка                   | 49.79 | Џирл Мајлс-Кларк САД            | 49.90 |
| Севиља 1999. детаљи     | Кети Фримен Аустралија                   | 49.67        | Ања Рикер Немачка                        | 49.74 | Лорејн Грејем Јамајка           | 49.92 |
| Едмонтон 2001. детаљи   | Ејми Мбаке Тијам Сенегал                 | 49.86        | Лорејн Грејем-Фентон Јамајка             | 49.88 | Ана Гевара Мексико              | 49.97 |
| Париз 2003. детаљи      | Ана Гевара Мексико                       | 48.89        | Лорејн Грејем-Фентон Јамајка             | 49.43 | Ејми Мбаке Тијам Сенегал        | 49.95 |
| Хелсинки 2005. детаљи   | Тоник Вилијамс-Дарлинг Бахаме            | 49.55        | Сања Ричардс САД                         | 49.74 | Ана Гевара Мексико              | 49.81 |
| Осака 2007. детаљи      | Кристин Оуругу Велика Британија          | 49.61        | Никола Сандерс Велика Британија          | 49.65 | Новлен Вилијамс Јамајка         | 49.66 |
| Берлин 2009. детаљи     | Сања Ричардс САД                         | 49.00        | Шерика Вилијамс Јамајка                  | 49.32 | Антонина Кривошапка Русија      | 49.71 |
| Тегу 2011. детаљи       | Аманте Монтшо Боцвана                    | 49.56        | Алисон Филикс САД                        | 49.59 | Франсина Мекорори САД           | 50.45 |
| Москва 2013. детаљи     | Кристин Оуругу Велика Британија          | 49.41        | Аманте Монтшо Боцвана                    | 49.41 | Стефани Мекферсон Јамајка       | 49.99 |
| Пекинг 2015. детаљи     | Алисон Филикс САД                        | 49.26        | Шони Милер Бахами                        | 49.67 | Шерика Џексон Јамајка           | 49.99 |
| Лондон 2017. детаљи     | Филис Френсис САД                        | 49.92        | Салва Еид Насер Бахреин                  | 50.06 | Алисон Филикс САД               | 50.08 |
| Доха 2019. детаљи       | Салва Еид Насер Бахреин                  | 48.14 АЗР    | Шони Милер-Уибо Бахами                   | 48.37 | Шерика Џексон Јамајка           | 49.47 |
| Јуџин 2022. детаљи      | Шони Милер-Уибо Бахами                   | 49.11        | Мерилејди Паулино Доминиканска Република | 49.60 | Сејда Вилијамс Барбадос         | 49.75 |
| Будимпешта 2023. детаљи | Мерилејди Паулино Доминиканска Република | 48.76        | Наталија Качмарек Пољска                 | 49.57 | Сејда Вилијамс Барбадос         | 49.75 |
| Токио 2025.             |                                          |              |                                          |       |                                 |       |

## Биланс медаља у трци на 400 метара
Стање после СП 2023.
|     | Земља                  |    |    |    |    |
| --- | ---------------------- | -- | -- | -- | -- |
| 1.  | САД                    | 4  | 2  | 4  | 10 |
| 2.  | Бахами                 | 2  | 3  | -  | 5  |
| 3.  | Уједињено Краљевство   | 2  | 1  | -  | 3  |
| 4.  | Француска              | 2  | -  | -  | 2  |
| 4.  | Аустралија             | 2  | -  | -  | 2  |
| 6.  | Чехословачка           | 1  | 1  | -  | 2  |
| 6.  | Боцвана                | 1  | 1  | -  | 2  |
| 6.  | Бахреин                | 1  | 1  | -  | 2  |
| 6.  | Доминиканска Република | 1  | 1  | -  | 2  |
| 10. | Мексико                | 1  | -  | 2  | 3  |
| 11. | СССР                   | 1  | -  | 1  | 2  |
| 11. | Сенегал                | 1  | -  | 1  | 2  |
| 13. | Јамајка                | -  | 5  | 6  | 11 |
| 14. | Немачка                | -  | 2  | -  | 2  |
| 15. | Источна Немачка        | -  | 1  | 1  | 2  |
| 16. | Пољска                 | -  | 1  | -  | 1  |
| 17. | Барбадос               | -  | -  | 2  | 2  |
| 18. | Шпанија                | -  | -  | 1  | 1  |
| 18. | Русија                 | -  | -  | 1  | 1  |
|     | Укупно 19 земаља       | 19 | 19 | 19 | 57 |